# ヨナス・バガー
ヨナス・ヴァレンティン・バガー（Jonas Valentin Bager, 1996年7月18日 - ）は、デンマーク・中央ユラン地域ハステン出身のサッカー選手。ベルギー・ファースト・ディビジョンA・シャルルロワSC所属。ポジションはDF。

## クラブ歴
2013年にラナースFCのトップチームに17歳で昇格。2015年より正式にトップチームに登録され、同年7月9日のUEFAヨーロッパリーグ予備予選のUEサン・ジュリア戦でプロデビュー。その後11月28日のFCノアシェラン戦でデンマーク・スーペルリーガデビュー。2016年9月1日のラナースFCと2020年までの契約延長に合意。2016-17シーズン以降は先発に定着し、チームの主力選手に成長した。
2019年5月18日、ロイヤル・ユニオン・サン＝ジロワーズと3年契約を締結したことを発表。移籍2年目の2020-21シーズンは2部リーグで優勝し、1972-73シーズン以来のベルギー・ファースト・ディビジョンA復帰に貢献。2021-22シーズン開幕戦となった、2021年7月25日のRSCアンデルレヒト戦では、国内リーグ最多優勝回数を誇る強豪に敵地で3-1で勝利という大金星を挙げた。

## 代表歴
プロデビュー前の2013年から、各ユース世代のデンマーク代表でプレー。2019年にはU-21代表でUEFA U-21欧州選手権2019に出場した。